# Orobanche iberica
Orobanche iberica là loài thực vật có hoa thuộc họ Cỏ chổi. Loài này được Tzvelev mô tả khoa học đầu tiên.